# 夷望溪镇
凌津滩镇，是中华人民共和国湖南省常德市桃源县下辖的一个乡镇级行政单位。

## 行政区划
凌津滩镇下辖以下地区：
凌津社区、五一社区、马石社区、一甲城社区、红鹤村、牧马口村、仙人溪村、岩巴嘴村和桂竹园村。